# 허영 (영화 감독)
허영(許泳, 일본식 이름:日夏英太郞, 1908년 ~ 1952년 9월 9일)은 일제강점기에 주로 활동한 영화 감독이다.

## 생애
본래 함경도 출신으로 만주에서 자란 것으로 알려져 있으나 초년기의 자세한 행적은 알 수 없다. 10대에 일본에 건너왔고, 쇼치쿠키네마 촬영소 등에서 조감독, 각본 집필 등 영화 일을 배우며 일본인 여성과 결혼했다.
1941년에 내선일체를 홍보하는 문예봉 주연의 《너와 나》를 연출하면서 영화계에 본격적으로 모습을 드러냈다. 《너와 나》는 조선영화제작주식회사와 조선군사령부 산하 보도부가 공동 제작을 맡은 친일 영화였다. 일본 육군성 보도부 및 조선총독부의 후원을 받아 제작되었고, 대대적으로 홍보되었다. 허영은 《삼천리》, 《영화평론》 등 잡지에 실린 좌담회에서 친일 논리를 주장하기도 했다.
태평양 전쟁 기간에 전장 중 하나였던 인도네시아에 배치되었다가 광복을 맞아 계속 그곳에 머물렀다. 이후 인도네시아 독립 운동을 다룬 영화를 제작하는 등 인도네시아 영화계에서 활동하던 중, 자카르타에서 사망했다.
2008년 발표된 민족문제연구소의 친일인명사전 수록예정자 명단 연극/영화 부문에 포함되었다.

## 참고자료
- 이준희 (2003년 8월 25일). “일제 침략전쟁에 동원된 유행가, ‘군국가요’ 다시 보기 (12)”. 오마이뉴스. 2008년 4월 4일에 확인함.
- 황진태 (2005년 12월 13일). “일본 군국주의 영화 뿌리는 ‘주신구라’ - [책동네]‘일본영화와 내셔널리즘’, 영화로 본 일본 군국주의 형성과 발전”. 대자보. 2008년 4월 4일에 확인함. |제목=에 지움 문자가 있음(위치 1) (도움말)
- 김인호 (2005년 11월 8일). “민족주의는 친일청산의 기본이념이 아니다(2) - 민족을 명분으로 침략을 정당화한 그들”. 디지털경성.